# Calosphaeria aurata
Calosphaeria aurata är en svampart som tillhör divisionen sporsäcksvampar, och som beskrevs av Theodor Rudolph Joseph Nitschke. Calosphaeria aurata ingår i släktet Calosphaeria, och familjen Calosphaeriaceae. Arten är reproducerande i Sverige.